# Авірам Барух'ян
Авірам Барух'ян (івр. אבירם ברוכיאן, нар. 20 березня 1985, Єрусалим) — ізраїльський футболіст, півзахисник, нападник клубу «Хапоель» (Рішон-ле-Ціон).
Виступав за національну збірну Ізраїлю. Дворазовий чемпіон Ізраїлю. 

## Клубна кар'єра
Народився 20 березня 1985 року в місті Єрусалим. Вихованець футбольної школи місцевого «Бейтара». Дорослу футбольну кар'єру розпочав 2002 року в основній команді того ж клубу, в якій провів десять сезонів, взявши участь у 224 матчах чемпіонату. Більшість часу, проведеного у складі єрусалимського «Бейтара», був основним гравцем команди. За цей час двічі виборював титул чемпіона Ізраїлю,  також двічі ставав володарем Кубка Ізраїлю. У фінальній грі за Кубок Ізраїлю 2008/09 став автором другого гола своєї команди, який згодом виявився переможним.
Своєю грою за єрусалимську команду привернув увагу представників тренерського штабу варшавської «Полонії», до складу якого приєднався 2012 року. У Польщі не зміг вибороти місце в основі нової команди і спочатку повернувся на батьківщину на умовах оренди в «Хапоель» (Беер-Шева), а 2013 року повернувся до свого рідного «Бейтара» (Єрусалим).
2014 року уклав контракт з клубом «Хапоель Катамон», у складі якого провів наступні чотири роки своєї кар'єри гравця.
До складу клубу «Хапоель» (Рішон-ле-Ціон) приєднався 2018 року.

## Виступи за збірну
Протягом 2004–2007 років грав за молодіжну збірну Ізраїлю, у складі якої був учасником Молодіжного чемпіонату Європи 2007, на якому його команда зазнала трьох поразок на груповому етапі і з групи відповідно не вийшла.
2007 року дебютував в офіційних матчах у складі національної збірної Ізраїлю. За два роки провів за національну команду 10 ігор і забив два гола, після чого до її лав більше не залучався.

## Титули і досягнення
- Чемпіон Ізраїлю (2):

«Бейтар» (Єрусалим):  2006-2007, 2007-2008
- Володар Кубка Ізраїлю (2):

«Бейтар» (Єрусалим):  2007-2008, 2008-2009